# Acer pubipetiolatum
Acer pubipetiolatum é uma espécie de árvore do gênero Acer, pertencente à família Aceraceae.